# Lorena Llamas
Pour les articles homonymes, voir Llamas.
Lorena Llamas, née le 25 octobre 1987 à Igualada est une coureuse cycliste espagnole, membre de l'équipe Movistar.

## Biographie
Lorena Llamas commence le cyclisme en 2012, après avoir pratiqué l'athlétisme. D'abord cyclotouriste, elle se lance plus sérieusement en compétition après avoir remporté le championnat de Catalogne en 2014. En 2015, elle intègre l'équipe Frigoríficos Costa Brava où elle fournit un travail important pour Anna Kiesenhofer, lauréate de la Coupe d'Espagne l'année suivante.
Ses résultats lui permettent d'être recrutée en août 2016 par l'équipe Bizkaia-Durango. Elle s'y affirme comme l'une des meilleures grimpeuses du calendrier espagnol. En 2017, elle obtient ses premières victoires, à Buitrago del Lozoya en mars, puis en mai à l'Emakumeen Aiztondo Sari Nagusia, troisième manche de la coupe d'Espagne.
En 2018, elle est engagée par la nouvelle équipe Movistar. Elle y évolue désormais dans un environnement professionnel. Elle passe près de la victoire lors de la ReVolta, nouvelle course organisée par le Tour de Catalogne où elle n'est devancée que par Lauren Stephens. En fin de saison, elle dispute le championnat du monde sur route à Innsbruck avec l'équipe d'Espagne. Elle en prend la 57e place. En 2019, elle gagne le GP Ciudad de Eibar, manche de la coupe d'Espagne.

## Palmarès
- 2016
  - 2e du Trofeo Ria de Marin
- 2017
  - Emakumeen Aiztondo Sari Nagusia
  - Buitrago del Lozoya
- 2018
  - 2e de la ReVolta
- 2019
  - GP Ciudad de Eibar